# Notiorhinus floresi
Notiorhinus floresi — вид двопарноногих багатоніжок родини Siphonorhinidae. Описаний у 2023 році.

## Назва
Видовий епітет floresi відноситься до Едгардо Флореса, який зібрав досліджені зразки, і вшановує його постійну участь у збереженні природи та його наполегливість у захисті національного парку Науельбута та прилеглих територій.

## Поширення та екологія
Ендемік Чилі. Знайдений під шматком гнилої деревини на невеликій ділянці фрагментованого місцевого лісу.

## Опис
Бліда, тонка та подовжена багатоніжка з грушоподібною головою. Тіло невелике, до 13 мм завдовжки, вкрите щетинками. Має до 54 поперечних кілець.